# 新潟県道37号柏崎停車場線
新潟県道37号柏崎停車場線（にいがたけんどう37ごう かしわざきていしゃじょうせん）は、新潟県柏崎市を通る県道（主要地方道）である。

## 概要

### 路線データ
- 起点：柏崎駅
- 終点：柏崎市西本町（東本町交差点、国道352号・新潟県道151号東柏崎停車場線交点）

JR柏崎駅の駅前通り。駅から市の中心部や日本海に向かって北上する。終点の東本町交差点以北は国道352号となる。沿道にはアーケードが連なっている。

## 歴史
- 1993年（平成5年）5月11日 - 建設省から、県道柏崎停車場線が柏崎停車場線として主要地方道に指定される[1]。

## 路線状況

### 別名・通称
- 柏崎駅前通り

## 地理

### 通過する自治体
- 柏崎市

### 交差する道路

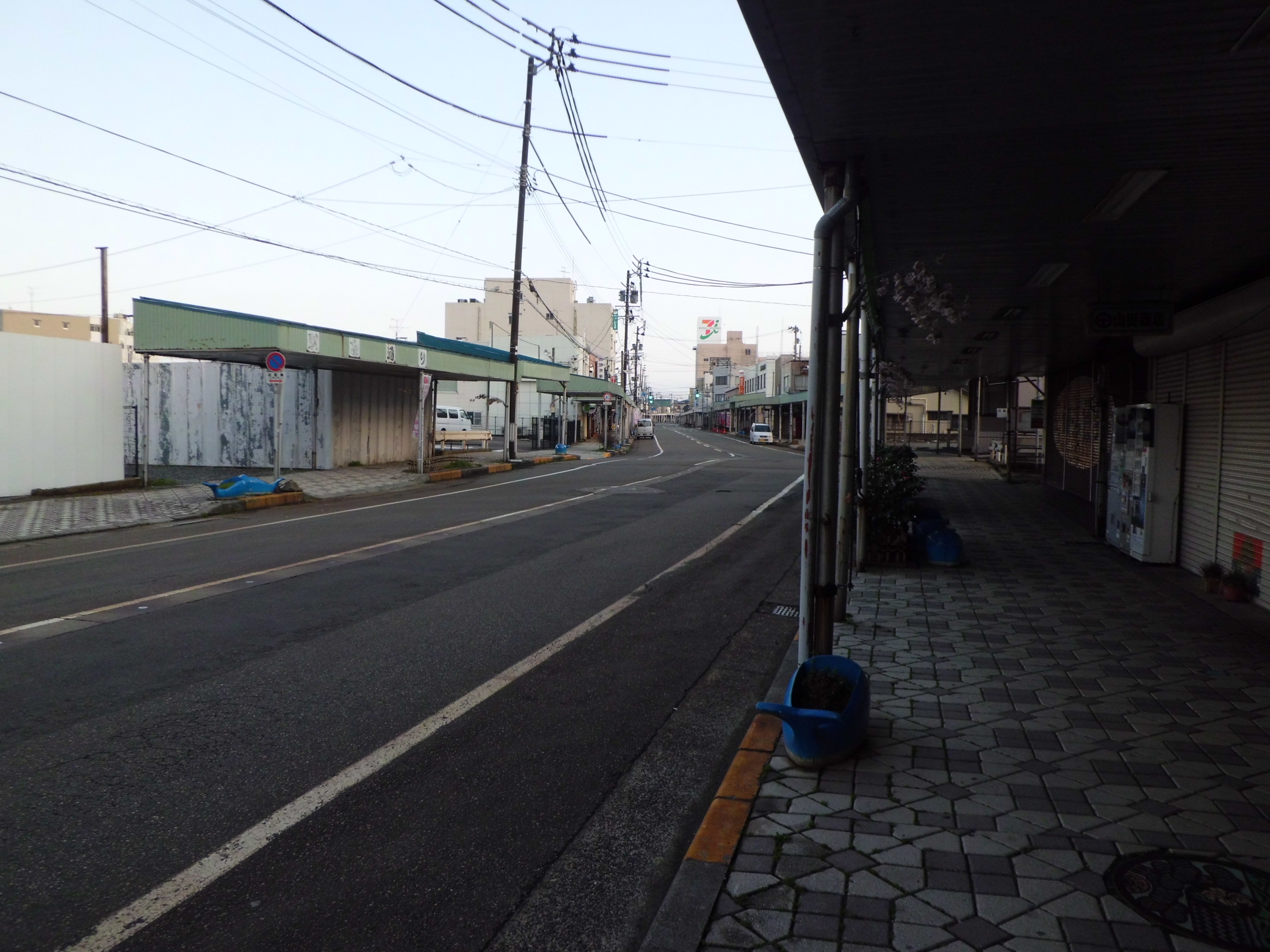
柏崎駅前より北を望む

- 新潟県道522号野田西本線（西本町・駅前通交差点）
- 国道352号・新潟県道151号東柏崎停車場線（東本町交差点）
  - 国道352号重複：国道402号・国道460号・新潟県道369号黒部柏崎線